# Bathabile Dlamini
Bathabile Olive Dlamini MP, (sinh ngày 10 tháng 9 năm 1962, Nquthu, KwaZulu-Natal) là lãnh đạo của Liên đoàn Phụ nữ Quốc hội Châu Phi (ANCWL). Bà trước đây là Bộ trưởng Phụ nữ trong Chủ tịch và Bộ trưởng Phát triển Xã hội của Nam Phi.

## Tuổi thơ
Dlamini sinh ra ở Nquthu, Nam Phi vào ngày 10 tháng 9 năm 1962 và lớn lên ở Nkandla, Matshensikazi  và Imbali, Pietermaritzburg. Cô tốt nghiệp Cử nhân Nghệ thuật Khoa học Xã hội tại Đại học Zululand.
Dlamini đã hoạt động chính trị ngay từ khi còn nhỏ. Năm 1983, cô trở thành một trong những thành viên sáng lập của Tổ chức Thanh niên Imbali, một chi nhánh của Mặt trận Dân chủ Thống nhất, phối hợp chặt chẽ với Đại hội Sinh viên Nam Phi và Tổ chức Dân sự Imbali. Năm 1985, cô tham gia Đại hội sinh viên quốc gia Nam Phi với tư cách là một trong số ít những phụ nữ Nam Phi tham gia vào chính trị. Năm 1989, Dlamini tốt nghiệp Đại học Zululand với bằng Cử nhân Nghệ thuật (bằng xuất sắc) về Công tác Xã hội.

## ANCWL
Năm 1991, Bathabile Dlamini trở thành một phần của ban lãnh đạo lâm thời xây dựng các cấu trúc Liên đoàn Phụ nữ của Quốc hội Châu Phi (ANC) tại KwaZulu-Natal. Sau đó, cô được bầu vào Ủy ban điều hành khu vực đầu tiên của ANCWL. Năm 1992 và 1993, bà làm Thư ký khu vực, và được bầu làm Phó Tổng thư ký ANCWL năm 1993. Năm 1998, bà được bầu làm Tổng thư ký của ANCWL, và phục vụ hai nhiệm kỳ cho đến năm 2008 
Vào ngày 7 tháng 8 năm 2015, Dlamini đã được bầu làm lãnh đạo mới của ANCWL, thay thế Bộ trưởng Bộ Giáo dục cơ bản, Angie Motshekga.
Năm 2017, Dlamini vận động để cựu chủ tịch Liên minh châu Phi Nkosazana Dlamini-Zuma được bầu làm chủ tịch của ANC.